# Cầu Bạch Đằng
Cầu Bạch Đằng là một cây cầu bắc qua sông Bạch Đằng trên tuyến Đường cao tốc Hải Phòng – Hạ Long – Vân Đồn – Móng Cái, nối liền hai tỉnh thành Quảng Ninh và Hải Phòng.
Đây là một trong những cây cầu giữ vị trí đặc biệt quan trọng trong tổng thể mạng lưới đường bộ cao tốc Việt Nam, kết nối tới những vùng kinh tế trọng điểm của miền Bắc Việt Nam. Đây là câu cầu dây văng lớn nhất cả nước và đứng thứ 3 trong số 7 cây cầu dây văng có nhiều nhịp nhất thế giới với 4 nhịp dây văng.

## Vị trí
Cầu là điểm cuối của đường cao tốc Hạ Long – Hải Phòng, đầu cầu tại trạm thu phí cầu Bạch Đằng thuộc địa phận xã Liên Vị, thị xã Quảng Yên, tỉnh Quảng Ninh, còn đầu cầu phía nam thuộc nút giao Bạch Đằng tại phường Đông Hải 2, quận Hải An, thành phố Hải Phòng.

## Thiết kế
Cầu Bạch Đằng có chiều dài chiều dài 5,4 km, rộng 25 m, gồm 4 làn xe và 2 làn dừng khẩn cấp, vận tốc thiết kế tối đa là 100 km/h. Cầu có kết cấu vĩnh cửu bằng thép, bê tông cốt thép, bê tông cốt thép dự ứng lực. Tĩnh không thông thuyền của cầu rộng 250 m, cao 48,4 m. Cầu gồm ba bề trụ khổng lồ với ba trụ tháp hình chữ H và bốn nhịp dây văng hình nan quạt. Trong đó, trụ tháp giữa cao 99,74 m, hai trụ tháp hai bên cao 94,5 m.
Mỗi bề trụ cầu có chiều dài 72 m, rộng 20 m và có chiều cao là 5 m. Bề trụ được đặt trên một hệ cọc khoan nhồi gồm 38 cọc, mỗi cọc khoan nhồi có hình trụ, chiều dài của mỗi cọc dài từ 65 – 70 m, đường kính to 2m cắm sâu dưới lòng đất. Tham gia thi công móng trụ tháp cầu Bạch Đằng gồm có hai đơn vị chính là Công ty Cổ phần Xây dựng & Lắp máy Trung Nam và Tổng Công ty Xây dựng Giao thông đường bộ.
Trụ tháp có thiết kế hình chữ H có ý nghĩa kết nối dự án cầu Bạch Đằng đối với phát triển kinh tế, giao thông của ba thành phố là Hà Nội - Hải Phòng - Hạ Long, kết nối trung tâm kinh tế của miền Bắc. Trụ tháp có kích thước các cạnh dưới chân là 6 m, trên đỉnh có kích thước lần lượt là 2,5 m và 4,5 m. Mỗi trụ tháp gồm 24 đốt, khi đến đốt thứ 12 có bố trí dầm ngang dưới, sau đó đến đốt thứ 18 - 19 có dầm ngang trên, từ đốt 20 bố trí các ống dẫn cáp văng trên trụ tháp. Trụ tháp cao không quá 100 m do nằm trong khu vực vũng quay của sân bay Cát Bi (Hải Phòng), do đó phần chiều cao của thân trụ tháp trên mặt cầu khá thấp so với thông thường.
Mặt cầu được chia ra 68 nốt đúc dầm, mỗi khối nốt đúc dài 28 m, rộng 9,6 m, nặng 470 tấn. Nốt đúc K0 (nằm trên dầm ngang dưới) là nốt đúc đầu tiên và cũng là nốt đúc quan trọng nhất để có thể tạo mặt bằng triển khai cho việc triển khai đổ các nốt đúc tiếp theo của dầm chính.

## Thi công
Cầu được đầu tư theo hình thức BOT, do Công ty BOT Cầu Bạch Đằng làm chủ dầu tư, với tổng mức đầu tư là 7.277 tỷ đồng. Dự án được khởi công vào ngày 25 tháng 2 năm 2015,Lễ hợp long cầu Bạch Đằng diễn ra vào ngày 28 tháng 4 năm 2018 và chính thức thông xe vào ngày 1 tháng 9 năm 2018 cùng với đoạn cao tốc Hạ Long - Hải Phòng (trong hệ thống Đường cao tốc Hải Phòng - Hạ Long - Vân Đồn - Móng Cái)